# لاي برومبي
لاي برومبي (بالإنجليزية: Leigh Bromby)‏ (2 يونيو 1980 في المملكة المتحدة - ) هو لاعب كرة قدم بريطاني في مركز الدفاع. لعب مع شيفيلد وينزداي وشيفيلد يونايتد وليدز يونايتد ونادي واتفورد ونورويتش سيتي ونادي مانسفيلد تاون.

## وصلات خارجية
- لاي برومبي على موقع قاعدة بيانات كرة القدم.إي يو (الإنجليزية)
- لاي برومبي على موقع Soccerbase.com (لاعب) (الإنجليزية)
- لاي برومبي على موقع عالم كرة القدم.نت (الإنجليزية)